# Muzeul Național de Istorie a Transilvaniei

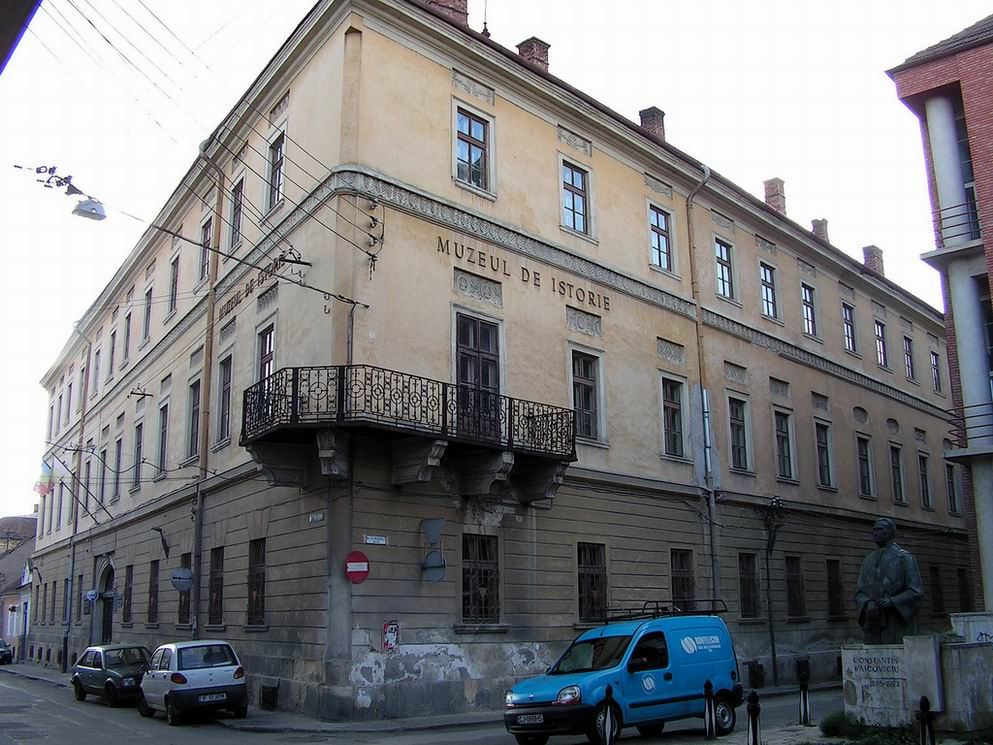
Muzeul de Istorie a Transilvaniei (str. C. Daicoviciu nr.2)

Muzeul Național de Istorie a Transilvaniei, din Cluj-Napoca, situat pe str. Constantin Daicoviciu nr. 2, în clădirea cunoscută și drept Casa Petrechevich-Horvath este continuatorul primei asociații muzeale din Transilvania, Societatea Muzeului Ardelean, înființată la 23 noiembrie 1859, dispunând de colecții bogate de antichități, mineralogie, botanică, o pinacotecă, o colecție etnografică și zoologie.
Societatea Muzeului Ardelean a reușit să constituie o colecție de peste 24.000 de piese arheologice, numismatice și alte piese din diverse domenii cum ar fi botanică, zoologie sau mineralogie. Aceste colecții au fost preluate de universitatea clujeană odată cu înființarea ei, în 1872. Din 1929 colecția de antichități a trecut la Institutul de Studii Clasice, însă deoarece lipsea un spațiu adecvat, colecția a suferit mai multe mutări, în final ea stabilindu-se definitiv în 1937 în incinta actuală din str. Daicoviciu. Colecția etnografică și pinacoteca vor sta la baza înființării altor doua muzee clujene, Muzeul de Artă și Muzeul Etnografic al Transilvaniei.
Din 1948 colecțiile au trecut în subordinea filialei Academiei Române din Cluj. Începând cu 1 ianuarie 1963 Muzeul de Istorie a început să funcționeze drept instituție de sine stătătoare, iar din 1994 este clasificat ca fiind de importanță națională. Din 1999 muzeul deține și un bogat tezaur, deschis la sediul muzeului.
Unul dintre exponatele mai deosebite este Talpa de robot, un obiect metalic descoperit în 1973 în apropiere de Aiud în straturi de sol alături de oase de mastodont. Acesta seamănă izbitor de mult cu piciorul unui tren de aterizare, iar din analiza stratului de oxid alb-gălbui de peste un milimetru care îl acoperă s-a tras concluzia că acesta are o vechime de 250000 de ani. În urma analizelor științifice de laborator a reieșit că pe lângă metalul principal, aluminiul, piesa conține, în cantități mici cupru, zinc, cobalt, zirconiu, aceste metale fiind descoperite și utilizate relativ recent (1735-1825). Prezența staniului în aliaj face ca această piesă să constituie o enigmă metalurgică chiar și pentru zilele noastre.
Colecția de Istorie a Farmaciei se află în Casa Hintz, clădirea primei farmacii din oraș (sec. al XVI-lea), atestată documentar încă din 1573. Casa a fost deținută, pe rând, de Alexander Schwartz (1727-1749), Tobias Maucksch (1752-1802), Tobias Samuel Maucksch (1802-1805), Johann Martin Maucksch (1805-1817), văduva acestuia (1817-1822), Daniel Szlaby (1822-1863) și apoi de familia de farmaciști Hintz (1863-1949). La originea colecției expuse stă o colecție a profesorului Iuliu Orient (1869-1940), care cuprinde diverse obiecte farmaceutice transilvănene și pe care a expus-o în 1904 într-o sală a Muzeului Ardelean. Profesorul a donat colecția muzeului, ea întregindu-se cu o colecție de istorie a medicinei, iar pe parcursul timpului adăugându-i-se și alte donații valoroase care descriu istoria farmaciei transilvănene începând cu secolul al XVI-lea.

## Clădirea
Clădirea veche a muzeului de istorie din Cluj a fost construită la începutul secolului al XIX-lea de maiorul Dániel Petrichevich-Horváth (1769-1842), susținător al activității teatrale maghiare din Cluj. La sfârșitul secolului al XIX-lea clădirea a ajuns, prin moștenire, proprietatea Colegiului Reformat, care a închiriat-o mai înhtâi Universității clujene, iar mai târziu, în 1925, a vândut-o statului român. Statul a cumpărat clădirea pentru Muzeul de Antichități din cadrul Institutului de Arheologie și Numismatică al Universității „Regele Ferdinand I” din Cluj. Prin contribuția profesorilor Emil Hațieganu, Emil Racoviță și Fl. Ștefănescu-Goangă, la sfârșitul anilor 1920 și începutul anilor 1930, s-a construit o aripă nouă, clădirea muzeului având din 1935 înfățișarea actuală.

## Publicații
Publicația științifică principală a instituției este Acta Musei Napocensis. A fost înființată în 1964, la doi ani după înființarea muzeului de către Constantin Daicoviciu, fostul director al muzeului și rector al Universității Babeș-Bolyai. Este difuzată atât în țară, cât și în 26 alte țări.